# Nuklearna elektrana Olkiluoto
Nuklearna elektrana Olkiluoto (fin.: Olkiluodon ydinvoimalaitos) je nuklearna elektrana u zapadnoj Finskoj, na otoku Olkiluoto, u Botničkom zaljevu. To je jedna od dvije nuklearne elektrane u Finskoj (druga je Nuklearna elektrana Loviisa s 2 nuklearna reaktora). Nuklearna elektrana Olkiluoto trenutno ima 2 kipuća reaktora BWR u normalnom radu, svaki s instaliranom snagom od 860 MW. Kipući reaktori BWR spadaju u nuklearne reaktore II. generacije, dok se trenutno završava gradnja EPR (europski napredni tlačni reaktor) reaktora Olkiluoto 3, koji spada u nuklearne reaktore III. generacije. Nuklearni reaktor Olkiluoto 3 je trebao biti završen 2009., ali problemi s kooperantima i nadgledavanjem su doveli do vrlo skupog kašnjenja. Gradnja nuklearnog reaktora Olkiluoto 4 je u planu i Finski parlament je već 2010. odobrio gradnju.

### Nuklearni reaktori Olkiluoto 1 i 2
Nuklearni reaktori Olkiluoto 1 i 2 spadaju u grupu kipućih reaktora BWR, koji su u normalnom radu, i svaki s instaliranom snagom od 860 MW. Nuklearni reaktor Olkiluoto 1 je završen 1978., a električnu energiju je počeo slati u elektroenergetski sustav 1979.  Nuklearni reaktor Olkiluoto 2 je završen 1979., a električnu energiju je počeo slati u elektroenergetski sustav 1982. Nadogradnja reaktora je izvedena od 2010. do 2011., kada su zamijenjene parne turbine i električni generator, glavni ventili, električne sklopke i napojne pumpe morske vode. Nadogradnja je povećala snagu reaktora za 20 MWe, tako da im je izlazna snaga sada svakom 880 MWe.

### Nuklearni reaktor Olkiluoto 3
Finska je 2003. odlučila gradnju novog nuklearnog reaktora Olkiluoto 3, što je bila prva gradnja nuklearne elektrane u Europi nakon 15 godina mirovanja. Gradnju je odobrio Finski parlament, a cijena je procijenjena na 2,5 milijarde eura, dok je gradnja trebala trajati 4 godine. 2009. je planirano ispitivanje nove elektrane, ali se ispostavilo da gradnja kasni barem 50%, dok su troškovi porasli za više od 50%. Reaktorska posuda je ugrađena 21. lipnja 2010. Prvi problemi su nastali još kod gradnje betonskih temelja, gdje su uočene nepravilnosti, što je dodatno dovelo do kašnjenja gradnje. Kasnije su primjećeni problemi s otkovcima, koji nisu zadovoljavali standard, pa su trebali biti ponovo taljeni i kovani. Nakon toga su uočeni problemi s dvostrukom zaštitnom zgradom (kontejnment), koja je predstavljala isto novost u gradnji i tako je uzrokovano novo kašnjenje. Finski inspektori su imali velike primjedbe na zavarivanje cijevi i kontrolu bez razaranja zavarenih spojeva. Kako nuklearni reaktor Olkiluoto 3 treba spadati u nuklearne reaktore III. generacije, samo kašnjenje i problemi s gradnjom su doveli u sumnju gradnju novih nuklearnih elektrana, s povećanom sigurnošću i produljenjem radnog vijeka nuklearnih elektrana na 60 godina.

### Nuklearni reaktor Olkiluoto 4
Dana 14. veljače 2008. je priložena javnosti ekološka studija o utjecaju na okoliš nuklearnog reaktora Olkiluoto 4, pa su Finska vlada i Finski parlament (1. srpnja 2010.) odobrili gradnju novog nuklearnog reaktora. Još nije odlučeno hoće li novi reaktor biti napredni tlačni reaktor PWR ili napredni kipući reaktor BWR, ali bi izlazna snaga trebala biti od 1 000 do 1 800 MW.

## Odlagalište radioaktivnog otpada Onkalo
Odlagalište radioaktivnog otpada Onkalo je odabrano 2000. kao duboko odlagalište za potrošeno nuklearno gorivo iz finskih nuklearnih elektrana. Ono se gradi od 2003. u granitnim stijenama, nekoliko kilometara udaljenosti od nuklearne elektrane Olkiluoto. Sama gradnja se sastoji od nekoliko koraka:
- Korak 1 (od 2004. do 2009.): iskop velikih količina zemlje i gradnja prilaznog tunela, koji spiralno vodi do dubine od 420 metara ispod zemlje;
- Korak 2 (od 2009. do 2011.): nastavak iskopa do dubine od 520 metara, te daljnje ispitivanje okolnih stijena, da bi se izabralo najpovoljnije odlagalište;
- Korak 3 (plan početka 2015.): gradnja samog odlagališta;
- Korak 4 (plan početka 2020.): punjenje odlagališta u koji bi se položilo potrošeno nuklearno gorivo iz finskih nuklearnih elektrana. Očekuje se da bi se takvo odlagalište koristilo oko 100 godina, da bi se na kraju zatvorilo i zapečatiralo.[6]